# ایوانهورود
ایوانهورود (اوکراینی: Іванго́род) روستایی در استان چرکاسی در مرکز اوکراین است که در فاصلهٔ ۱۵۱ کیلومتری کی‌یف واقع شده‌است.
تاریخچهٔ این روستا به دوران پیشاتاریخ برمی‌گردد و در کندوکاوهای باستان‌شناسی، آثاری متعلق به فرهنگ کیوکوتنی به‌دست آمده‌است. در قرون وسطی این روستا در مسیر بازرگانی و داد و ستد میان کی‌یف و شبه‌جزیره کریمه قرار داشت. ایوانهورود از قرن سیزدهم میلادی بخشی از دوک‌نشین بزرگ لیتوانی بود تا آنکه در سال ۱۷۹۱ میلادی جزئی از مشترک‌المنافع لهستان–لیتوانی شد و بعدها در مسیر قیام خملنیتسکی قرار گرفت. پس از دومین تجزیه لهستان، این روستا بخشی از خاک امپراتوری روسیه گشت.
از قرن ۱۹ میلادی، یهودیانی در این منطقه زندگی می‌کردند که جمعیت‌شان در سال ۱۸۹۷ میلادی ۴۴۲ نفر بود. در جریان هولوکاست، نیروهای آینزاتس‌گروپن در بخش‌های جنوبی این ناحیه دست به کشتار یهودیان زدند که تعداد دقیق کشته‌شدگان به‌طور دقیق مشخص نیست.